# مماثلة (علم الأصوات)
المماثلة أو الإدغام تغيير صوتي حيث تتغير بعض الصوتيات (حروف العلة أو الحروف الساكنة عادة) لتكون أكثر تشابهًا مع الأصوات الأخرى القريبة. إنه نوع شائع من العمليات الصوتية عبر اللغات. يمكن أن تحدث المماثلة إما داخل كلمة أو بين كلمات. تحدث في الكلام العادي، وتصبح أكثر شيوعًا في الكلام الأكثر سرعة. في بعض الحالات يكون الصوت الناتج مختلفا عن اللفظ الطبيعي الصحيح وذلك بسبب المماثلة. وفي حالات أخرى يكون هذا التغيير أساسيا. بشكل عام هو تداخل صوتي يحدث عند التحدث بسرعه بحيث تتداخل الأصوات المتقاربة مكونة صوتا جديدا. التداخل الصوتي يحدث بشكل شائع في اللغة الإنجليزية وبشكل غير ارادي بسبب سرعه الكلام. فعلا سبيل المثال، عند تتابع حرفين من حروف العلة المزدوجة في كلمه واحده ويصاحب ذلك التتابع، التشابه في أماكن التعبير، ينتج لدينا حرف جديد ناتج عن تداخل حرفي العلة. التداخلات والتغيرات الصوتية تحدث عند نطق الكلمات بطريقه سريعة كما تم سرده مسبقا ولكن في بعض الأحيان، يتم قلب الصوت اثناء التحدث بطريقه بطيئة وهذا أيضا شائع في اللغة الإنجليزية. من ناحية أخرى، قام القدماء من أهل اللغة بتوضيح هذه الظاهرة وكان من مضمن حديثهم عن الإدغام. فقد أطلق سيبويه عليه باسم «المضارعة» وهو تقريب الأصوات المجاورة بعضها مع بعض. اما ابن جني فقد أطلق عليه باسم «التقريب».
المماثلة تنقسم إلى قسمين وهما المماثلة الجزئية والمماثلة الكلية. المماثلة الكلية تعني تطابق الصوتان مثل كلمة (وتد) حيث تنطق (ود). اما المماثلة الجزئية ففيها لا يتطابق الصوتان مثل كلمه (انبعث) فتنطق النون ميما بتأثير صوت الباء الشفوية. أيضا فإن للمماثلة أنماط وهي المماثلة التقدمية المقبلة والمماثلة التراجعية المدبرة. ففي المماثلة التقدمية المقبلة يكون اتجاه التأثير من الأصوات السابقة على الأصوات التي تليها. اما في المماثلة التراجعية المدبرة فيكون اتجاه التأثير للأصوات اللاحقة على الأصوات السابقة.

## مفهوم
الآليات الفسيولوجية أو النفسانية للربط غير معروفه؛ وكثيرا ما يشار إلى الصياغة المختلطة على انها جزء يجري «تشغيله» عن طريق تغيير مماثل في جزء آخر. في المماثلة، الزخرفة الصوتية للغة، أساليب الخطاب واللكنة هي بعض العوامل التي تسهم في التغييرات التي تلاحظ.
هناك أربع تكوينات موجودة في المماثلة:
·       بين الأجزاء المتجاورة
·       بين الأجزاء المفصولة بواحد أو أكثر من الأجزاء المتداخلة
·       التغييرات التي تمت بالإشارة إلى الجزء السابق
·       التغييرات التي تمت بالإشارة إلى الجزء التالي
على الرغم من ان كل واحدة من الأربعة تحدث، التغييرات التي تتعلق بالجزء المتتابع المجاور لها تمثل تقريبا جميع التغييرات الممثلية (ومعظم العادية منها). المماثلة إلى الجزء المجاور هي أكثر تواترا بكثير من الاستيعاب إلى واحد غير متجاور. وقد تحتوي هذه الاختلالات الجذرية على تلميحات بشأن الآليات المعنية، ولكنها ليست واضحة.
وإذا تغير الصوت بالإشارة إلى الجزء التالي، فانه يسمي تقليديا «المماثلة التراجعية»؛ وتسمى التغييرات بالإشارة إلى الجزء السابق «تقدمية». الكثير يجد هذا عبارات مربكة، بما انهم يبدوا ان يعنوا عكس المعنى المقصود. وبناء على ذلك، نشأت مجموعة متنوعة من المصطلحات البديلة-وليست كلها تتجنب مشكلة المصطلحات التقليدية. وتعرف المماثلة التراجعية أيضا بأنها المماثلة من اليسار إلى اليمين أو المماثلة الاستباقية. وتعرف المماثلة التقدمية أيضا بأنها المماثلة من اليمين إلى اليسار أو المماثلة التأخيرية.
أحيانا، صوتان (مجاوران دوماً) قد يؤثران على بعضهما بعضا في المماثلة التبادلية. عندما ينتج مثل هذا التغيير في جزء واحد مع بعض من ميزات كلا المكونات، هذا يعرف بالالتحام أو الانصهار.
تحدث المماثلة في نوعين مختلفين: المماثلة الكاملة، حيث يصبح فيها الصوت المتأثر بالمماثلة بالضبط كالصوت المسبب للمماثلة، والمماثلة الجزئية، حيث يصبح فيها الصوت هو نفسه في واحد أو أكثر من الميزات، ولكن لا يزال مختلف في الميزات الأخرى.

## أنواع المماثلة
تنقسم المماثلة إلى نوعين حسب مكان التماثل في الكلمة وهما:
- المماثلة التراجعية
- المماثلة التقدمية

وكل من النوعين ينقسم إلى:
- المماثلة الكلية
- المماثلة الجزئية
- المماثلة التجاوزية
- المماثلة التباعدية

### المماثلة التراجعية
المماثلة التراجعية هي أكثر أنواع المماثلة شيوعاً، في العادة يتميز بتغيير الصوت المشروط، ومعناها: أن يماثل صوت صوتاً أخر يسبقه. إن انتقال حالة الجهر في الصوت العربي إلى الهمس في المماثلة الرجعية شائع الاستعمال في أزمان موقوته لا تتعداها أحياناً إلى صنعة الملازمة والدوام. وإنما تتبع حالة المتكلم عند الممازجة بين الأصوات أو في حالة النطق السريع. كمثال، الكلمة (أخذت) مثلاً مما نظَر له عنها. (أخذت) حينما تنطق آنياً (أخَتُ) فقد أثرت التاء في (أخذت) وهي مهموسة. وفي الذال قبلها وهي مجهورة. ففقدت جهرها، وأصبحت مهموسة مثلها. وتحولت إلى تاء ثم أدغم الصوتان. مثال أخر للمماثلة التراجعية في القرآن الكريم، سورة الكهف آية (9). (أَمْ حَسِبْتَ أَنَّ أَصْحَابَ الْكَهْفِ وَالرَّقِيمِ كَانُوا مِنْ آيَاتِنَا عَجَبًا). وهي كلمة «الرَّقيم» في المماثلة التراجعية يقال ب «أرْرَقيم»، تجاوز فيه الحرفان المشدَّدة، أدت إلى نقل الصوت من عموده إلى عمود الصوت المؤثر، وهي من نفس النوع تحويل ألْ الشَّمسيه إلى «الراء» فأصبح «الرَّقيم». وهذا هدفه تسهيل النطق وتحقيق انسجام صوتي ولا يشكل تأثير على معنى الكلمة.

### المماثلة التقدمية
أن يماثل الصوت الأول الصوت الثاني. وفيها يكون للصوت الأول القوة في التأثير في الصوت الثاني، وهذا التأثير يترتب عليه فناء الصوت الأول في الثاني، بحيث ينطق الصوتان صوتاً واحداً من جنس الثاني. مثال للمماثلة التقدمية في القرآن الكريم، بالتحديد سورة الكهف الآية 63. (قَالَ أَرَأَيْتَ إِذْ أَوَيْنَا إِلَى الصَّخْرَةِ فَإِنِّي نَسِيتُ الْحُوتَ وَمَا أَنسَانِيهُ إِلَّا الشَّيْطَانُ أَنْ أَذْكُرَهُ ۚ وَاتَّخَذَ سَبِيلَهُ فِي الْبَحْرِ عَجَبًا). الكلمة «اتَّخذ», هذه الكلمة نوع من المماثلة التقدمية إذ نظرنا من ناحية علم الأصوات، لأن في كلمة «اتَّخذ» أصلها «إأْتَخَذ» قلبت الألف تاء وتُشدّد التاء الأوّل للثاني فأصبحت «اتَّخذ» وهذا لتسهيل النطق وتحقيق الانسجام الصوتي وهذه الكلمة لا تؤثر على المعنى.

#### المماثلة الكلية
وفيها يتطابق الصوتان، حيث يفنى صوت في الآخر فيصبح مشدداً وهو مايعرف بالإدغام، مثل إدغام صوت التاء في صوت الدال «افتعل» من «دعا» فتكون «ادتعى» ثم تتحول إلى «ادَّعي».

#### المماثلة الجزئية
وهو عدم تطابق الصوت مع الآخر، مثل «انبعت» و «انبرى» و «منبر» التي تنطق النون فيه ميماً تحت تأثير الباء الشفوية، فالنتيجة تكون ن+ب هي م+ب وليس ب+ب.

#### المماثلة التجاوزية
حيث يكون الصوتان متجاورين لا يفصل بينهما فاصل حتى ولو كان حركة من الحركات، مثل «انبعت» و «انبرى» و «منبر» حيث لا يفصل فاصل بين النون والباء والتاء، فتصبح «امبعث» و«امبرى» و «ممبر».

#### المماثلة التباعدية
حيث يفصل بين الصوتين حركة أو صوت صامت، مثل «سراط» و «مسيطر» حين تصبح «صراط» و «مصيطر».